# Drempelvrees
Drempelvrees is het 77ste stripverhaal van De Kiekeboes. De reeks wordt getekend door striptekenaar Merho. Het album verscheen in mei 1998.

## Verhaal
Marcel, Charlotte en Konstantinopel zijn op vakantie in het dorpje Kortebroek. Tijdens het skaten botst Konstantinopel tegen een man, die haastig een huis buitenvlucht. Het dossier dat hij vasthield, valt uit zijn handen en snel grabbelt hij alle papieren samen. Echter, hij vergeet een papier, waarop een kaart van het Franse dorpje Saint-Quantenair staat. Konstantinopel neemt het mee naar het vakantiedomein. Een dag later ontdekt Konstantinopel in het huis een lijk en kort daarop wordt hij ontvoerd.
Ondertussen is Kiekeboe benoemd tot perswoordvoerder van Van de Kasseien, die een politieke carrière wil uitbouwen. Maar een aantal partijleden hebben ook banden met de ontvoerders van Konstantinopel. De familie Kiekeboe raakt al snel verstrikt in een wespennest van intriges...

## Achtergrond
In dit album maakt een nieuw personage, Alanis, een vriendin van Fanny, haar debuut.